# حیرت
حیرت نام روستایی از توابع بخش کجور شهرستان نوشهر در استان مازندران ایران است.
می توان گفت که این روستا یکی از زیباترین روستاهای شمال کشور با آب و هوا و منظره ای عالی در طول سال است.
جالب است بدانید در گذشته مردمان این روستا مناطق وسیعی از 
بخش کجور را آباد کردند و در ساخت جاده چالوس نقش داشتند
همچنین این روستا از نظر تاریخی یکی از گل های سر سبد بخش کجور به شمار می رود،وجود تپه ها ، سفال ها و سنگ قبر های تاریخی بر این موضوع گواه‌ می دهند که قدمت روستای حیرت به بیش از 500 سال می رسد ،درحالی که طبق شنیده ها این روستا قدمتی بیش از 750 سال دارد.

یکی از مناطق تاریخی این روستا تپه‌ی پی قلعه است ،
اهالی گمان می‌کنند قلعه ای تاریخی احتمالن منصوب به ساسانیان در این منطقه وجود دارد که زیر خاک مدفون شده و به همین علت نام این تپه پی قلعه نهاده شده،در این منطقه تکه های شکست‌های سفال به وفور قابل مشاهده است.
از نظر گیاهی و جانوری حیرت یک زیست بوم بسیار غنی است
روستای حیرت زیست بوم جانورانی چون:پلنگ آسیایی،خرس قهوه ای،گوزن شاخ دار،پرندگان شکاری متعدد،گله های پراکنده ای از اسب های وحشی و دام های اهلی می باشد.
همچنین انواع گیاهان دارویی و سبزیجات خوراکی در این روستا یافت می شود
گیاهانی نظیر:بابونه ، گل گاو زبان ، رزماری ،نعنا،اسفناج و گزنه در این روستا به وفور یافت می شوند به شکلی در تمامی خیابان ها و کوچه های حیرت نیز میتوان این گونه ها را مشاهده کرد

عمده فعالیت اقتصادی مردم روستا کشاورزی و دامداری است،مهم ترین محصولات تولیدی در روستای حیرت عبارت اند از :برنج(مزارع برنج در خورشید آباد)،کدو ،هلو و  گیلاس
برنج تولیدی در این روستا از برنج های برند منطقه نوشهر به شمار می آید.

همچنین روستای حیرت ناحیه ای مملوع از گستره‌ی چشمه های آب های زیر زمینی و درمانی است،چشمه ی دره ،چشمه زر بن ،درو زن چشمه و دل دل چشمه از چشمه های این روستا هستند که برخی خاصیت درمانی دارند.

مکان های دیدنی روستا
کوه پرشین،تپه ی پی قلعه ،منطقه خورشید آباد،زمین فوتبال تلارسر، حمام قدیمی، شهرک زر بن از جمله مناطق دیدنی روستا هستند.

از مشاهیر و هنرمندان این روستا می توان به شیخ شعبان علی کیاحیرتی،استاد غلام کوچپیده ،علی آقا و حاجی علی کیاحیرتی(کدخدا) ،شیخ محمد نبی نعیمایی و میرزا امان الله کیاحیرتی اشاره کرد

## جغرافیای روستای زیبای حیرت
روستای حیرت حدود ۵۰ کیلومتری شهر بندری نوشهر واقع شده‌است. این روستا از شمال به روستاهای گندیسکلا و لشکنار، ازجنوب به روستای دشت نظیر، از مشرق به روستای عالیدره و از مغرب به روستای کینس مشرف است.
روستای حیرت دارای پنج بخش می‌باشد که عبارتند از: گته محله، اکرشت، قسبونی سر، مسیح آباد و زاربن
گته محله: جنوب غربی روستای حیرت را در بر می‌گیرد و بافت قدیمی روستا محسوب می‌شود در این بخش خانه‌های قدیمی بدون سکنه زیادی را می‌توان مشاهده کرد همچنین حمام قدیمی از جنس ساروج و گنبدی شکل که در حال از بین رفتن است در این منطقه قرار دارد.
اکرشت: شمال غربی روستای حیرت را در بر می‌گیرد و تقریباً مسطح و دارای باغ‌های فراوانی می‌باشد.
قسبونی سر :جنوب غربی روستای حیرت را در بر می‌گیرد و قبرستان قدیمی و مسجد که از قداست خاصی نزد اهالی منطقه کجور و روستای‌های اطراف برخوردار است در این بخش قرار دارند.
مسیح آباد: شمال شرقی روستای حیرت را در برمی گیرد و ورودی روستای حیرت در این منطقه‌است و چشمه و باغ‌های بسیار زیبایی را در این بخش می‌توان مشاهده کرد.
زاربن: شمال روستای حیرت را دربرگرفته‌است و بافت تازه روستا محسوب می‌شود که در حال توسعه می‌باشد و اکنون ساخت و ساز در این بخش رونق خاصی دارد.